# اسلام در آلمان

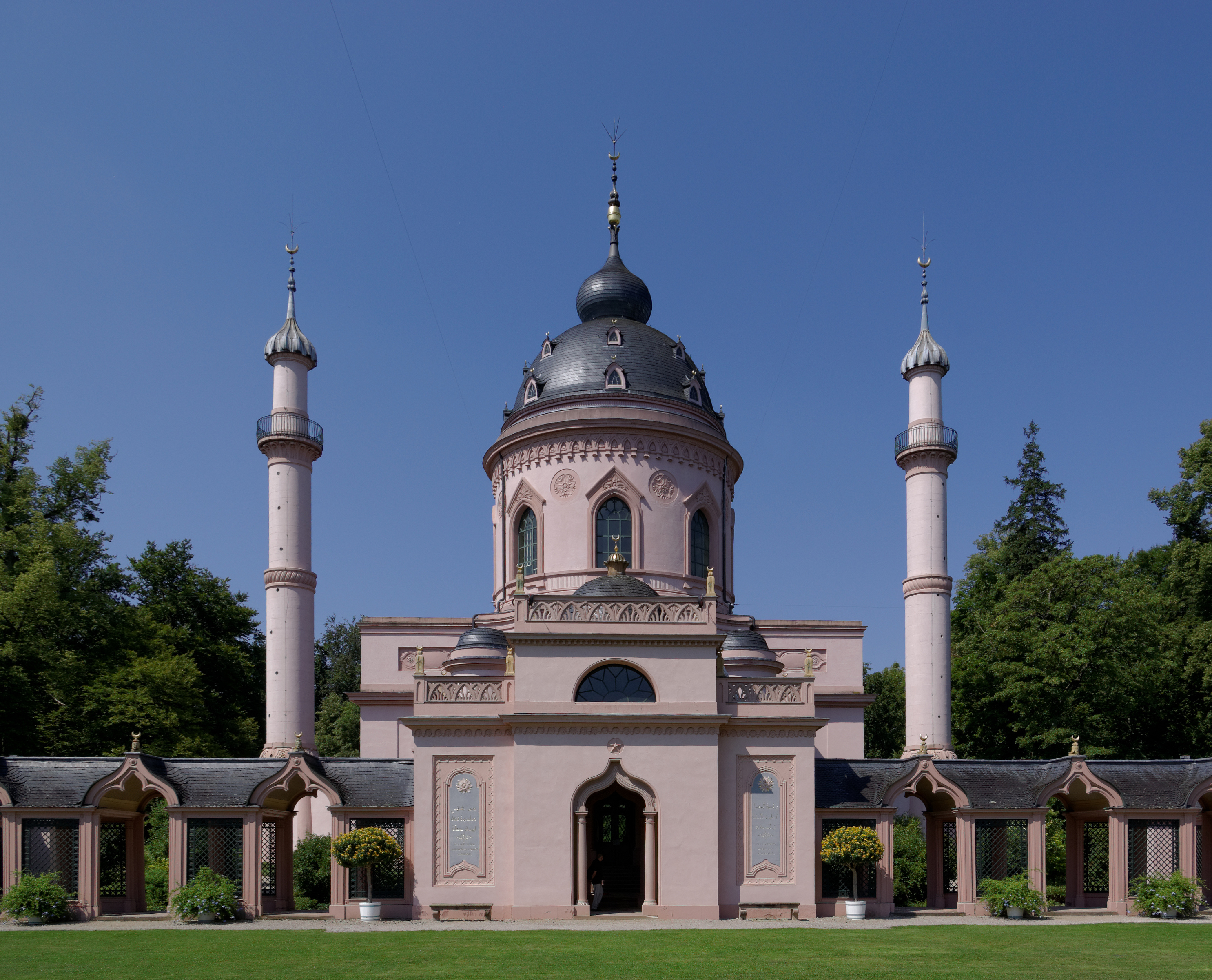
قدیمی‌ترین مسجد در آلمان، ساخته شده بین ۱۷۷۹–۱۷۹۱.

اسلام بزرگترین اقلیت مذهبی در آلمان است. مسلمانان آلمان حدود ۵٫۴٪ درصد از جمعیت این کشور را تشکیل می‌دهند.

## پیشینه
پس از آشنایی اروپای غربی با اسلام، در سده ۱۹ آلمان یکی از مهم‌ترین مراکز اسلام‌شناسی شد. در واقع تا جنگ جهانی دوم حضور مسلمانان در آلمان بسیار ناچیز بود، زیرا آلمان در جهان اسلامی مستعمره نداشت تا راه برای مهاجرت مسلمانان به آلمان باز باشد. پس از جنگ جهانی دوم مهاجران مسلمان ترک به آلمان و تا حدی از نواحی مسلمان‌نشین بالکان به آلمان رفتند.
قدیمی‌ترین مسجد شهر برلین در منطقه مسکونی ویلمرزدورف این شهر قرار دارد. این مسجد که به فرقه اسلامی احمدیه تعلق دارد را کارل آگوست هرمان، معمار آلمانی طراحی کرده و شبیه بنای تاج محل هند ساخته‌است. مسجد احمدیه در سال ۱۹۲۸ افتتاح شد.
اولین جمعیت مسلمانان در کشورهای آلمانی زبان را زندانیان جنگی پس از تصرف بالکان توسط امپراتوری عثمانی تشکیل دادند. این جمعیت جزء عامل جمعیتی مهم تا دهه ششم قرن بیستم تلقی نمی‌گردید. شهرهای بزرگی از قبیل برلین که اولین مسجد در آن، در خانه ویلمرس دورف در سال ۱۹۲۷بنا گردید، شامل ترکیبهای گوناگونی از دیپلمات‌ها، دانشجویان و بازرگانان می‌شد. در سال ۱۹۵۸، دفتر مذهبی آوارگان مسلمان متشکل از پناهندگانی از شوروی و یوگسلاوی بوجود آمد.

## امروزه
در آلمان مسلمانان از لحاظ دینی آزادی دارند و مساجد متعددی در ۵۰ سال اخیر در سراسر این کشور ساخته شده‌است. از جمله می‌توان به مرکز اسلامی هامبورگ اشاره کرد که به دستور آیت‌الله بروجردی توسط ایرانیان بنا شده، و یکی از مراکز مهم اسلامی آلمان است.
در خلال ژوئیه ۲۰۰۴ تا ژوئن ۲۰۰۵ بیش از ۴٬۰۰۰ نفر به دین اسلام گرویدند.

### حمله به مسلمانان
بر اساس آمار وزارت کشور آلمان در سال ۲۰۱۷ میلادی، حدود ۹۵۰ حمله علیه ملسمانان یا مساجد در آلمان صورت گرفته‌است. همچنین در سال ۲۰۱۸ میلادی ۸۲۴، در سال ۲۰۱۹ میلادی ۸۸۴ و در سال ۲۰۲۰ میلادی ۹۰۱ حمله علیه مسلمان ثبت شده‌است.

## مساجد و اماکن مذهبی
اکنون در کشور آلمان ۱۸ مسجد رسمی وجود دارد که از همان زمانهای اولیه، تحت عنوان مسجد تأسیس شده بودند. محلهای مذهبی مسلمانان (همانند مسجد و دیگر اماکن مذهبی)، بین ۱۰۰۰ تا ۱۲۰۰ مورد تخمین زده می‌شود. اکثر این مساجد به صورت موقت ساخته شده‌اند و عمدتاً، در محلهای اجاره ای، کارخانجات یا انبارها واقع شده‌اند بر اساس آرشیو مؤسسه مرکزی اسلام، مهمترین مساجد آلمان در شهرهایی مانند هامبورگ، برلین، مانهایم، مارل، دورتموند، کلن، فرانکفورت، وسلینگ، بن، زینگن، فورتسهایم و همچنین مساجد قرار دارند. شهرهای آخن و مونیخ از مساجد مهم آلمان هستند. این مساجد دور از مرکز شهر هستند و اغلب در مناطق صنعتی قرار دارند.

## آموزش‌های دینی
بحث تعلیمات دینی (اسلامی) در مدرسه‌های آلمان، در دهه ۱۹۷۰، بصورت متقارن با مسائلی پیرو کلاسهای قرآنی و همچنین اثرات بازدارنده‌اش در ادغام نمودن محصلانِ تُرک در این کشور آغاز گردید.